# 克拉斯納鄉 (戈爾日縣)

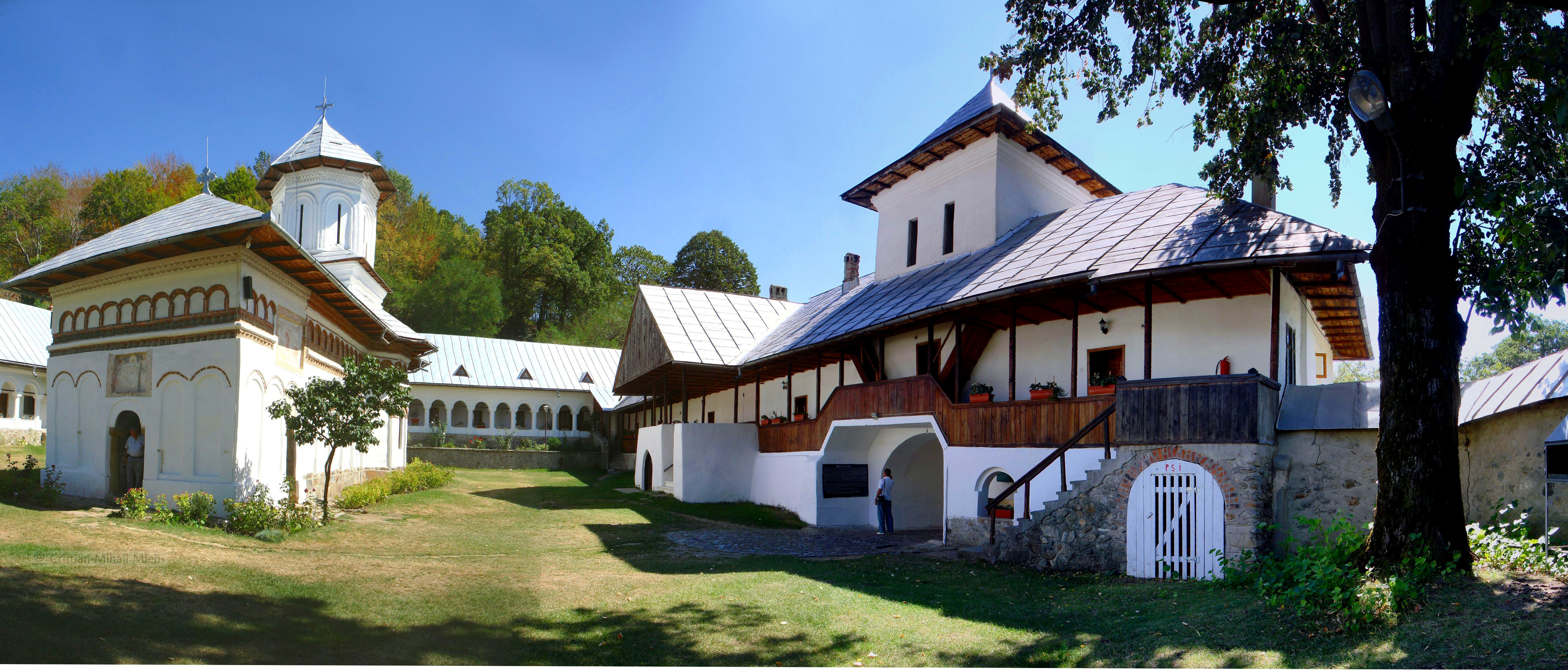

45°09′N 23°30′E / 45.150°N 23.500°E
克拉斯納鄉（羅馬尼亞語：Comuna Crasna, Gorj），是羅馬尼亞的鄉份，位於該國西南部，由戈爾日縣負責管轄，面積209平方公里，海拔高度480米，2007年人口5,276，人口密度每平方公里25人。